# Jane Widdop
Jane Widdop es una persona estadounidense profesional de la actuación, a quien se conoce popularmente por interpretar a Laura Lee en Yellowjackets y a Winnie Carruthers en It's a Wonderful Knife.

## Carrera
Widdop tuvo un papel recurrente en la comedia de situación para adolescentes de Amazon Prime Video The Kicks como Lily Padgett en 2016. Ese año también se le pudo ver en la serie de ABC Making Moves como Kit. También hizo apariciones en las comedias Speechless, Fresh Off the Boat como Karen y 2 Broke Girls.
Saltó a la fama interpretando a Laura Lee en Yellowjackets. Después de esa actuación, se le eligió para el papel principal de la película de comedia y terror navideña de 2023 It's a Wonderful Knife. En 2023, Widdop también podría verse en la tercera temporada del procedimental Truth Be Told de Octavia Spencer.

## Vida personal
Habiendo nacido en Tennessee, Widdop creció asistiendo a la Iglesia Episcopal. Se identifica como persona no binaria.

## Filmografía
| Año       | Título                    | Papel             | Notas                    |
| --------- | ------------------------- | ----------------- | ------------------------ |
| 2011      | 2 Broke Girls             |                   | 1 episodio               |
| 2015      | Murder in the First       | Steffi McCormack  | 1 episodio               |
| 2016      | The Kicks                 | Lily Padgett      | 6 episodios              |
| 2016      | Jessica Darling's It List | Hope              | Película para televisión |
| 2016      | Making Moves              | Kit               | 5 episodios              |
| 2017      | Speechless                | Girl              | 1 episodio               |
| 2018      | Fresh Off the Boat        | Karen             | 1 episodio               |
| 2020      | Deadly Daughter Switch    | Breanne           |                          |
| 2020      | Angie: Lost Girls         | Angie Morgan      |                          |
| 2018      | Fresh Off the Boat        | Karen             | 1 episodio               |
| 2021–2023 | Yellowjackets             | Laura Lee         | 12 episodios             |
| 2023      | Truth Be Told             | Emily Mills       | 3 episodios              |
| 2023      | It's a Wonderful Knife    | Winnie Carruthers |                          |